# Northwestern Polytechnic University
Pour les articles homonymes, voir NPU.
Le Northwestern Polytechnic University (NPU) est une université californienne, située à Fremont, aux États-Unis, et spécialisée dans les domaines scientifique, technologique, et le management.